# Hajj Nematollah Mokri Jeyhounabadi
Hajj Nematollah (حاجی نعمت‌الله en persan), né en 1871 à Jeyhounabad, en Perse (Iran actuel) et plus précisément dans le Kurdistan iranien, et mort le 28 février 1920, est un écrivain et poète mystique de langue kurde et persane. Il est aussi considéré comme un grand réformateur de la voie Ahl-e Haqq. Il est le père d'Ostad Elahi et de Malek Jân Ne’mati.
Hajj Nematollah est également connu sous les noms : Hajj Nematollah Jeyhounabadi (en abrégé, Hajj Nemat) ou encore Mirza Nemat. Ses noms de plume, sous lesquels il signe la plupart de ses poèmes, sont Mojrem (littéralement « le pêcheur »), Attâr et Vahhâb. Par ailleurs, son nom connaît des transcriptions très variées en français : Hâdji Ne'mat, Hadj Nemat, Haj Ni'matullah Jayhunâbâdi, Hajj Ne'mat-allâh, etc.

## Biographie
Hajj Nematollah Jeyhounabadi est né en 1871 dans le village kurde de Jeyhounabad, au sein d'une famille relativement fortunée. Il a ainsi pu recevoir une éducation, ce qui à l'époque et dans ce milieu rural, était rare. Son père, Bayân et sa mère Bibi Khân, l'auraient appelé Nematollah (littéralement, « grâce divine ») parce que sa naissance avait coïncidé avec la fin d'une famine qui frappait le pays depuis des mois.
Orphelin de père puis de mère à l'âge de 10 ans, il fut recueilli avec son frère par son oncle paternel Mirza Gholam Ali qui l'éleva comme son propre fils et lui confia plus tard l'administration de ses terres. Selon la tradition de l'époque, il épousa la fille de Mirza Gholam Ali, Sakina (1878-1953). De cette union naquirent sept enfants dont : Nur Ali (connu plus tard sous le nom d'Ostad Elahi (1895-1974), Malek Jan (1906-1993) et Mariam (1909-1998). Les quatre autres enfants moururent en bas âge.
Pendant une petite dizaine d'années, Hajj Nemat mena une existence aisée de propriétaire terrien et de lettré (mirzâ). Il travailla, pendant une brève période, auprès du gouvernement de Kermânshah avant de revenir, malgré l'insistance du gouverneur de l'époque, à la gestion des terres familiales.
Le milieu dans lequel évoluait Hajj Nemat était profondément imprégné de spiritualité et marqué par la foi Ahl-e Haqq, un ordre spirituel fondé vers le XVe siècle par Sultan Sahak. Durant sa jeunesse, Hajj Nemat, qui de son propre témoignage, était « immergé dans le monde matériel », avait eu des rêves et des signes lui indiquant sa vraie vocation, mais il n'y avait pas prêté attention. Ce n'est que vers la trentaine (1900 ou 1902 selon les sources), à la suite d'une expérience spirituelle intense, qu'il changera radicalement sa vision du monde et sa façon de vivre. Au cours d'une maladie grave qui faillit l'emporter, il reçut ce qu'il décrit comme une illumination ou une révélation spirituelle. Dans son poème Shahname-ye Haqiqat, il relate l'état de passion et d'enthousiasme mystiques qui suivirent sa guérison et qui le conduisirent à renoncer complètement au monde. Ne gardant que le strict nécessaire pour pourvoir à ses besoins et à ceux de sa famille (car sa femme a décidé de le suivre dans sa nouvelle vie), il confie la gestion de ses biens à son frère, et consacre désormais son existence à l'ascèse, à la prière et à l'écriture de poèmes mystiques.
Pendant un an, la révélation de Hajj Nemat resta confidentielle et il ne réunit autour de lui qu'une douzaine de disciples (appelés derviches) dans des réunions tenues secrètes. C'est également durant cette première année qu'il fit, pieds nus et en état de jeûne, son premier pèlerinage au mausolée de Sultan Sahak. C'est ce pèlerinage qui lui valut, selon la tradition Ahl-e Haqq, le titre de Hajj (« celui qui a fait le pèlerinage »).
Au terme de cette première année, sa révélation finit par être connue du plus grand nombre et, dans ce milieu Ahl-e Haqq imprégné de ferveur religieuse, il fut progressivement considéré comme un pôle spirituel. Il recevait ainsi toute l'année des milliers de pèlerins venus des régions avoisinantes pour rechercher auprès de lui une aide matérielle ou spirituelle. Outre le grand nombre de ses sympathisants, quelque 1600 derviches, hommes et femmes, plus spécifiquement attachés à sa voie spirituelle, s'étaient réunis autour de lui.
Le fils aîné de Hajj Nemat, Ostad Elahi, rend compte dans ses souvenirs d'enfance, de l'atmosphère très particulière qui régnait à Jeyhounabad autour de la personnalité de son père : une atmosphère de miracle permanent, imprégnée d'une spiritualité fervente et passionnée dont l'énergie transcendait la dureté des conditions de vie dans ce petit village reculé du Kurdistan au début du XXe siècle. La vie de la famille et des derviches était rythmée par la pratique assidue de la charité, les retraites, l'ascèse (en particulier les quarantaines de jeûne maigre) et la prière, individuelle ou collective, souvent accompagnée de musique. Ostad Elahi, qui suivit son père dans toutes ses ascèses dès l'âge de neuf ans, décrit cette vie en ces termes : Quelle heureuse époque que cette époque, quelle atmosphère c’était ! Nous étions continuellement occupés par la prière et les chants sacrés et n'avions aucune idée de ce qui se passait à l'extérieur dans le monde.
Hajj Nemat est décédé à 49 ans à Jeyhounabad, le 28 février 1920. Sur son tombeau a été élevé un mausolée qui est aujourd'hui un lieu de pèlerinage.

## Le rénovateur et le guide spirituel
Hajj Nemat est né dans la voie Ahl-e Haqq à une époque où, près de cinq cents ans après sa fondation, l'ordre est divisé en de multiples branches et sous-branches. Traditionnellement, les Ahl-e Haqq sont organisés en onze familles ou clans (khândân) dirigés par des chefs spirituels appelés seyyeds. Hajj Nemat instaura une douzième « famille » le khândân Sâheb Zamâni.
Au-delà du modèle de vie ascétique, l'enseignement de Hajj Nemat se fondait essentiellement sur une reviviscence des principes Ahl-e Haqq de pureté, droiture, humilité et charité (pâki, râsti, nisti, redâ). Les innombrables divergences qui divisaient les différentes branches Ahl-e Haqq étaient selon lui le signe de déviations instaurées par les hommes qui utilisaient la spiritualité ou même favorisaient la diffusion de superstitions pour asseoir leur pouvoir matériel. Dans presque tous ses ouvrages, il exhorte les Ahl-e Haqq à se consacrer non pas aux valeurs matérielles éphémères (fâni) mais à leur devenir éternel (bâqi). Fustigeant un rapport superstitieux ou purement ritualiste à la foi (sans pour autant mettre en cause le rituel en lui-même), il prône une spiritualité fondée sur la recherche intérieure du Vrai. Dans le contexte Ahl-e Haqq, ces affirmations anticonformistes pouvaient remettre en cause le pouvoir des seyyeds sur leurs disciples. Face à de tels discours, certains chefs de clan se montrèrent réceptifs ou même acceptèrent la guidance spirituelle de Hajj Nemat, d'autres réagirent avec hostilité contre ce qu'ils considéraient comme une rupture de la tradition ancestrale voire comme une menace. Malgré l'inimitié parfois virulente de certains groupes Ahl-e Haqq, Hajj Nemat maintint ses positions spirituelles jusqu'à la fin de sa vie. De ce point de vue, il représente un véritable tournant dans l'histoire Ahl-e Haqq. Son fils Ostad Elahi formalisera plus tard cette évolution dans son ouvrage Borhân ol-Haqq.

## L'écrivain et le poète
D'après Ostad Elahi, Hajj Nemat était doué pour le dessin et jouait du tanbur de façon captivante, mais c'est dans l'art de l'écriture et de la poésie qu'il excellait avant tout, que ce soit en kurde, sa langue maternelle, ou en persan, la langue majoritaire qui lui permettait d'atteindre un public plus large. L'écriture pour Hajj Nemat était indissociable de la tradition Ahl-e Haqq et de son enseignement spirituel.
Un de ses principaux objectifs, en mettant par écrit des éléments qui relevaient d'une tradition purement orale et jusque-là tenue secrète, était de mettre fin à la confusion qui régnait parmi les différentes branches Ahl-e Haqq et « restaurer l'édifice de la religion du Vrai ». Mais ce faisant, Hajj Nemat remettait en cause, une fois de plus, la tradition Ahl-e Haqq orthodoxe fondée en grande partie sur le secret. Les écrits de Hajj Nemat ont de fait notablement contribué à la démocratisation des doctrines Ahl-e Haqq non seulement auprès des spécialistes de l'histoire des religions mais aussi bien auprès de la communauté Ahl-e Haqq elle-même.
Hajj Nemat a écrit une vingtaine d'ouvrages en prose ou en vers, dont deux sont édités à ce jour et deux brefs extraits traduits en français (voir bibliographie). Son œuvre mêle histoire, cosmologie et compilation des paroles sacrées (kalâms) Ahl-e Haqq ainsi que l'histoire des saints et des prophètes de l'humanité du point de vue Ahl-e Haqq. À ce titre elle constitue une source d'une richesse incontournable pour tous ceux qui s'intéressent à l'ordre des Ahl-e Haqq et plus généralement à l'histoire des religions. L'orientaliste Henry Corbin, qui fut le premier éditeur du Livre des Rois de la Vérité, y voyait ainsi « toute une Bible ». On trouve également dans les ouvrages de Hajj Nemat des textes plus personnels : des prières, des suppliques, des dialogues passionnés avec le Bien-Aimé divin, des conseils spirituels ou encore des passages relevant de son autobiographie spirituelle.

## Sources
Les sources publiées permettant d'accéder à la biographie de Hajj Nemat sont rares : 
- Ses propres œuvres, en partie autobiographiques, sont, à deux exceptions près, à l'état de manuscrit ;
- La biographie, rapportée par son fils Ostad Elahi est toujours à l'état de manuscrit également ;
- Le chapitre 23 du tome I en persan des paroles d'Ostad Elahi, Asar ol-haqq lui est consacré entièrement ;
- Une brève biographie est rédigée en français dans l'ouvrage L'Âme des sons, L'art unique d'Ostâd Elâhi par Jean During  ;
- Un article en anglais de Mojan Membrado est disponible dans l'Encyclopaedia iranica[18].
- Le site www.hadjnemat.com donne bon nombre d'éléments intéressants sur Hajj Nemat et son œuvre en citant notamment des sources manuscrites.

### Sur Hajj Nematollah en français ou anglais
- ANVAR Leili, Malek Jân Ne'mati. « La vie n'est pas courte mais le temps est compté », Paris, Diane de Selliers Éditeur, 2007, p. 18-25
- DURING Jean, L'Âme des sons, Gordes, Le Relié, 2001, p. 19-24
- MEMBRADO Mojan, Encyclopaedia Iranica, article « JEYḤUNĀBĀDI, ḤĀJJ NEʿMAT-ALLĀH MOKRI », 9 mars 2009, disponible en ligne (en anglais)

### Sur Hajj Nematollah en persan
- ELAHI Nur Ali (Ostad), Asar ol-haqq, 2 vol. 2e édition, Téhéran, 1981 et 1991 ; 5e édition, 2007. Voir en particulier le chapitre 23 du volume 1, entièrement consacré à Hajj Nematollah.

### Œuvres publiées de Hajj Nematollah (en persan)
- Shâhnâmeh-ye Haqiqat - Haqq al-Haqâyeq (Le Livre des Rois de la Vérité), édition accompagné d'un commentaire de Nur Ali Elahi, Téhéran, Jeyhun, 1995.
- Forqân al-Akhbâr, manuscrit daté de 1909 et édité par Mojan Membrado dans le cadre d'une thèse de doctorat, Paris, École Pratique des Hautes Études, 2007.

### Traductions en français d'extraits duLivre des Rois de la Véritéde Hajj Nematollah
- « Infidélité du monde », in : Orient. Mille ans de poésie et de peinture, Paris, Diane de Selliers Éditeur, p. 288-289
- « Oraison », in : Leili Anvar et Makram Abbès, Trésors dévoilé. Anhologie de l'Islam spirituel, Paris, Seuil, 2009, p. 278-280